# Cirripectes polyzona
Blennie barrée
Espèce
Statut de conservation UICN

 LC  : Préoccupation mineure
Cirripectes polyzona, communément nommé Blennie barrée, est une espèce de poissons marins de la famille des Blenniidae.
La Blennie barrée est présente dans les eaux tropicales de la région Indo-Ouest Pacifique.
Sa taille maximale est de 13 cm.